# Philippe de Broca
Philippe de Broca, född 15 mars 1933 i Paris, död 26 november 2004 i Neuilly-sur-Seine, var en fransk filmregissör och manusförfattare.

## Filmografi i urval
- 1962 – Cartouche – mästertjuven
- 1964 – Mannen från Rio
- 1965 – Mannen från Hong-Kong
- 1966 – Kungen kommer tillbaka
- 1973 – Le och låtsas dö
- 1975 – Mannen med nio ansikten
- 1997 – Hertigens dotter

## Fotnoter
1. ↑  Encyclopædia Britannica, Encyclopædia Britannica Online-ID: biography/Philippe-de-Brocatopic/Britannica-Online, läst: 9 oktober 2017.[källa från Wikidata]
2. 1 2  Internet Broadway Database, Internet Broadway Database person-ID: 94014, läst: 9 oktober 2017.[källa från Wikidata]
3. ↑  Find a Grave, Find A Grave-ID: 10065413, läs online, läst: 9 oktober 2017.[källa från Wikidata]
4. ↑  läs online, www.historyorb.com .[källa från Wikidata]
5. 1 2  läs online, Encyclopædia Britannica .[källa från Wikidata]
6. ↑  läs online, famousdude.com .[källa från Wikidata]
7. ↑  läs online, www.guardian.co.uk  .[källa från Wikidata]
8. ↑  SNAC, SNAC Ark-ID: w63r1p91, läs online, läst: 9 oktober 2017.[källa från Wikidata]
9. ↑  läs online, www.biography.com .[källa från Wikidata]
10. ↑  www.acmi.net.au, webb-ID på ACMI: creators/22976.[källa från Wikidata]